# Willem Wijnaendts
Willem Wijnaendts (Delft, 30 januari 1814 – 's-Gravenhage, 12 februari 1884) was een Nederlands burgemeester en lid van de Tweede Kamer der Staten-Generaal.

## Familie
Wijnaendts, lid van de familie Wijnaendts, was een zoon van Martinus Anne Wijnaendts (1793-1842), Delfts wethouder en Tweede Kamerlid, en diens eerste echtgenote Catharina Johanna Overgaauw Pennis (1792-1814). Hij trouwde in 1837 met Johanna Margaretha von Beckerath (1817-1894) uit welk huwelijk, naast twee jong gestorven kinderen, vier kinderen werden geboren:
- Jacoba Martina Anna Wijnaendts (1838-1898)
- Cornelis Jacob Anton Wijnaendts (1841-1921), burgemeester laatstelijk van Overschie en Schiebroek, lid provinciale staten van Zuid-Holland, wethouder van Hilversum
- Hendrik Adriaan Wijnaendts (1847-1904)
- Willem Martinus Wijnaendts (1849-1919), kolonel Marechaussee, lid gemeenteraad van Zwolle

## Loopbaan
Wijnaendts was advocaat te Sassenheim en griffier van het kantongerecht te Oud-Beijerland. In maart 1843 diende Wijnaendts als griffier van het kantongerecht een bezwaarschrift in bij de Tweede Kamer naar aanleiding van de indiening van een wetsontwerp over de wijziging van inkomsten voor griffiers. In dat verzoekschrift meldde hij overigens dat hij de emolumenten verbonden aan die functie niet nodig had om te voorzien in zijn bestaan
Op 2 juni 1846 werd Wijnaendts benoemd tot lid van de provinciale staten van Zuid-Holland. Op 1 juni 1847 werd hij in die functie herkozen. In 1848 stelt hij zich kandidaat voor de verkiezingen voor de Tweede Kamer. Hij werd, na herstemming, tot lid van de Tweede Kamer gekozen; ter gelegenheid daarvan werd op de avond van de 11e december hem een "luisterrijke serenade" gebracht. Het betrof hier de eerste rechtstreekse verkiezing van Tweede Kamerleden na de grondwetswijziging van 1848. In 1850 ontstond enige onduidelijkheid of zijn lidmaatschap van de Tweede Kamer verenigbaar was met dat van het bezoldigde staatsambt van griffier van een kantongerecht.
Bij KB van 26 april 1852 werd hij, zijnde al burgemeester van Hillegom, ook benoemd tot burgemeester van De Vennip. Gemeente De Vennip ging in 1855 op in de gemeente Hillegom. Als burgemeester van Hillegom werd hij opnieuw benoemd bij KB van 12 augustus 1858. In september 1861 werd bij KB aan Wijnaendts eervol ontslag verleend als burgemeester van Hillegom. De leden van het gemeentebestuur en inwoners van Hillegom boden hem bij zijn vertrek een zilveren tafelmiddenstuk aan, als blijk van "hoogachting en erkentenis voor zijn veeljarig en loffelijk beheer en behartiging der gemeente-belangen". Bij KB van 27 maart 1863 werd Wijnaendts benoemd tot burgemeester van Gorinchem, als opvolger van W.A. Viruly Verbrugge. Enkele maanden later werd hij bij KB van 28 mei benoemd tot lid van het college van regenten over het huis van arrest in die plaats; bij KB van 7 september werd hem in september 1864 op zijn verzoek weer ontslag verleend in die functie. In 1867 werd hij gekozen tot gemeenteraadslid van Gorinchem.
Hij was een van de commissarissen van de reünisten 1830-1840 van Leidse oud-studenten toen op 1 mei 1865 een reünistendiner werd georganiseerd.
Hij werd bij KB van 11 maart 1869 herbenoemd tot burgemeester van Gorinchem. Op verzoek werd hem bij KB van 10 september 1872 ontslag verleend als burgemeester, onder dankbetuiging voor de door hem bewezen diensten.
Hij overleed in 1884 op zeventigjarige leeftijd.